# Новопокровське (Кугарчинський район)
Новопокро́вське (рос. Новопокровское, башк. Яңы Покровка) — село у складі Кугарчинського району Башкортостану, Росія. Входить до складу Мраковської сільської ради.
Населення — 145 осіб (2010; 142 в 2002).
Національний склад:
- башкири — 47%
- росіяни — 44%